# Jacques Landry (Skispringer)
Joseph Bernard Jacques Henri Landry (* 27. September 1911 in Ottawa; † 24. November 1976 in Solano County, Kalifornien) war ein kanadischer Skispringer.

## Werdegang
Joseph Landry war ein Sohn von Henri Landry († 1946), einem Angestellten der nationalen kanadischen Druckerei, und seiner Ehefrau Alma geb. Tremblay. Eine ältere Schwester war die Pianistin und Musikpädagogin Hélène Landry.
Landry, der für den Ottawa Ski Club startete, bestritt sein erstes und einziges großes internationales Turnier mit den Olympischen Winterspielen 1932 in Lake Placid. Im Einzel von der Normalschanze sprang er auf 52,5 und 54 Meter und beendete das Springen damit auf Rang 20. 1937 wurde er kanadischer Meister.
Landry diente in der kanadischen Armee im Rang eines Majors. Später wurde er im Zivilleben Bootsbauer.